# Maximiano (doméstico)
Maximiano (em latim: Maximianus) foi um oficial romano de origem egípcia do século V. Era filho de Domnino. Serviu como doméstico de Aécio. Após a morte do imperador Valentiniano III (r. 424–455), foi cogitado pelas tropas de Roma como sucessor, mas não o plano não vingou. Em seu lugar, foi escolhido Petrônio Máximo.